# 金玉滿堂 (無綫電視劇)
《金玉滿堂》（英語：Happy Ever After）是香港電視廣播有限公司拍攝製作的清裝電視劇，全劇共40集，監製莊偉建。
此劇在2007年1月23日至2007年3月23日期間逢星期一至五於翡翠台上午11時45分重播及2017年1月27日至2017年3月23日在TVB經典台重播。

## 故事概述
戴东官（欧阳震华飾）天生一条「皇帝舌」擅尝天下美食，辛小小（陈妙瑛飾）擅煮麻辣，为替父超群（胡楓飾）报仇，不惜出卖戴东官，令他背上欺君之名，被迫由广州逃至京城。当辛小小得悉戴东官是无辜，遂负荆请罪，二人终冰释前嫌，且情愫渐生。而二人合力炮制的「夫妻肺片」更获乾隆帝（江華飾）赏识，戴东官因此被选入御膳房，从此平步青云，成为皇帝身边的红人。
戴东官好友孫勉良（郭晋安飾）得贤妻甘翠花（梁艺龄飾）苦心扶持，终考得功名。但後竟「弃糟糠」与昔日爱人紀倩蓉（张慧仪飾）重拾旧欢，难得甘翠花仍为顾全他声名而哑忍。岂料，紀倩蓉竟暗中替他收受贿款，令他仕途尽毁…
另一方面，戴东官红颜知己岳心如（陈松伶飾）因与乾隆帝已死挚爱德妃长相相似而得乾隆帝青睐，后更龙胎暗结，但因太后（雪妮飾）下令「汉不点妃」，乾隆帝唯有迫戴东官迎娶之。辛小小不知就裡，竟告上公堂，更掀起满汉之争！

## 演员名單

### 戴家
| 演員     | 角色   | 關係 |
| 歐陽震華 | 戴八寶 | 已故 洪十三、潘韻琴之夫 戴東官、戴東富、戴東貴之父 二十年前，被知府大人選為廣東代表參加千叟宴。因為過於激動，倒瀉醬油而引起火災燒死。                                                                                       |
| 歐陽震華 | 戴東官 | 八寶樓老闆（第一集） 擁有皇帝舌，廚藝了得 辛小小的戀人（後為丈夫） 對岳心如有好感 童年因目睹父親死於火災，所以怕火而不敢下廚。 於第1集決定以麻婆豆腐參加千叟宴，後來遇見辛小小 於第16集在河邊釣魚，無意中救了失足掉下山崖的 |
| 夏 萍    | 洪十三 | 戴東官之母 戴八寶之妻 辛超群以前的戀人 |
| 苗金鳳   | 潘韻琴 | 戴東富、戴東貴之母 戴八寶之妾 二娘（戴東官專稱） |
| 劉永健   | 戴東富 | 戴八寶、二娘之子 戴東官同父異母弟 戴東貴之兄 為人急功近利，而讓蔣慶嘉利用 |
| 容錦昌   | 戴東貴 | 戴八寶、二娘之子 戴東官同父異母弟 戴東富之弟 為人憨厚正直 |
| 王 青    | 左伯牙 | 前御膳房總管 戴東官的師父 |
| 余慕蓮   | 孫大媽 | 孫勉良之母 戴東官之奶媽 |
| 郭晉安   | 孫勉良 | 孫大媽之子 與東官親如手足 甘翠花之夫 於第14集被海望指示下屬在茶裡下藥，導致沒有足夠時間完成回答科舉問題，然後被取消資格 於第14集被紀倩蓉取消婚約                                                                            |
| 梁藝齡   | 甘翠花 | 在戴家當下人 孫勉良之妻 |

### 辛家
| 演員   | 角色   | 關係                                                                                                 |
| 胡 楓  | 辛超群 | 辛小小之父 曾經是洪十三的情人 與戴八寶為義兄弟                                                       |
| 陳妙瑛 | 辛小小 | 第一集，化名梁小小，進入八寶樓成為廚師。 辣妹一名 辛超群之女 金玉滿堂為其拿手好菜 與戴東官相戀後結婚 |

### 皇宮
| 演員   | 角色     | 關係                                                                                    |
| 江 華  |          | 勤政愛民 鍾情於德妃 並非太后親生，刑曉春為其生母                                        |
| 陳松伶 | 岳心如   | 岳钟麒之女 樂於助人，人稱活菩薩 懷有龍種 因為漢不點妃而被皇上賜婚給戴東官，以便金屋藏嬌 |
| 陳松伶 | 方 寧    | 德妃 為人機靈，溫柔且明事理，並深受皇上寵愛 第30集遭舒妃及太后迫害而香消玉殞            |
| 朱健鈞 | 小初子   | 乾隆近身太監                                                                            |
| 馬海倫 | 刑曉春   | 裝啞巴 乾隆生母 後來為保乾隆皇位，甘願出家為尼                                          |
| 艾 威  | 蔣慶嘉   | 御膳房總管 戴東官的天敵 辛超群的徒弟，辛小小的師兄，後反目                              |
| 雪 妮  |          | 熹妃→熹貴妃→崇慶皇太后 心狠手辣 聽信高佳氏和舒妃的讒言，而將德妃處死 要求漢不點妃       |
| 康 華  | 納蘭綺舒 | 舒貴人→舒妃 為求皇帝寵幸而陷害德妃 海望的外甥女                                         |
| 黎彼得 | 卓不凡   | 前御膳房副總管 第32集被蔣慶嘉陷害而被罷官 第40集協助戴東官出戰滿漢美食比拼              |
| 許紹雄 | 海 望    | 佞臣                                                                                    |
| 陳榮峻 | 肅 坤    | 太后的近身太監                                                                          |
| 韓馬   | 高佳氏   | 海望妻 口蜜腹劍                                                                         |
| 魏惠文 | 馬大人   |                                                                                         |
| 汪 琳  | 婢 女    | 德妃近身侍婢                                                                            |
| 李龍基 | 和親王   |                                                                                         |
| 余子明 | 莫鴻年   | 刑部尚書=>刑部侍郎                                                                      |
| 鮑 方  | 醇親王   |                                                                                         |
| 李海生 | 張 虎    | 御膳房御廚                                                                              |
| 趙淑儀 | 宮 女    |                                                                                         |
| 黃月明 | 宮 女    |                                                                                         |
| 郭德信 | 董經翰   |                                                                                         |
| 曾建明 | 大 臣    |                                                                                         |
| 譚一清 | 大 臣    |                                                                                         |
| 華忠男 | 大 臣    |                                                                                         |
| 招石文 | 大 臣    |                                                                                         |
| 孫季卿 | 大 臣    |                                                                                         |
| 黃天鐸 | 大 臣    |                                                                                         |
| 李煌生 | 大 臣    |                                                                                         |
| 邱萬城 | 大 臣    |                                                                                         |
| 黃德斌 | 大 臣    |                                                                                         |
| 羅國維 | 地 保    |                                                                                         |
| 陳狄克 | 金 鼎    |                                                                                         |
| 鄧汝超 | 賀 明    |                                                                                         |

### 其他演員
| 演員   | 角色                                                                                     | 關係 |
| 馬德鐘 | 曹德鐘                                                                                   | 千總大人 紀倩蓉之夫 於14集帶上部分聘禮向紀家提親 因為替海望等人頂罪而死                                                   |
| 張慧儀 | 紀倩蓉                                                                                   | 工於心計，貪慕虛榮 孫勉良初戀情人 於14集取消與孫勉良的婚約，並且答應曹德鐘的婚事 先嫁與曹德鐘為妻，喪夫後又施計勾引孫勉良 |
| 鄧兆尊 | 榮 安                                                                                    | 榮親王貝勒 |
| 焦 雄  | 容 父                                                                                    | |
| 劉桂芳 | 容 母                                                                                    | |
| 王 偉  | 岳鍾琪                                                                                   | 大將軍 岳心如之父 |
| 馮素波 | 琪 妻                                                                                    | 大將軍 岳心如之母 |
| 林遠迎 | 廚子（第1集） 食客（第2集） 家丁（第18集） 榮安手下甲（第31、32集） 綢緞莊夥記（第37集） | |
| 張智軒 | 光 仔                                                                                    | |
| 李家鼎 | 水 爺                                                                                    | |
| 劉志清 | 廚 師                                                                                    | |
| 薛崇基 | 老 闆                                                                                    | |
| 麥嘉倫 | 阿 和                                                                                    | |
| 黃仲匡 | 阿 發                                                                                    | |
| 盧天偉 | 謝老闆                                                                                   | |
| 陳紫媚 | 小 梅                                                                                    | |
| 黃文標 | 光 叔                                                                                    | |
| 孫恩明 | 廚 師                                                                                    | |
| 華忠男 | 惡 霸                                                                                    | |
| 黃成想 | 船 家                                                                                    | |
| 李子奇 | 林老闆                                                                                   | 瑤林齋館老闆 被戴東官及辛小小揭發賣假素菜（肉味齋）後將齋館結業                                                           |
| 鍾建文 | 夥 計                                                                                    | |
| 彭國樑 | 巡城馬                                                                                   | |
| 梁健平 | 龍 二                                                                                    | |
| 羅君左 | 玉 山                                                                                    | |
| 尤程   | 紫玉                                                                                     | 假痲瘋病 |
| 林芷筠 | 小 菊                                                                                    | |
| 呂幹文 | 書 生                                                                                    | |
| 陳勉良 | 副 官                                                                                    | |
| 黎秀英 | 婆 婆                                                                                    | |
| 湯俊明 | 食 客                                                                                    | |
| 游 飈  | 惡 霸                                                                                    | |
| 郭卓樺 | 惡 霸                                                                                    | |
| 河国荣 | 馬天尼伯爵                                                                               | |